# Observatoire maritime allemand
Deutsche Seewarte
L'Observatoire maritime allemand (en allemand Deutsche Seewarte,  également Reichsinstitut Deutsche Seewarte) était l'institution centrale pour la promotion de la météorologie maritime en Allemagne de 1875 à 1945. Le siège social de l'établissement était à Hambourg. Elle est le prédécesseur officiel de l'Agence fédérale maritime et hydrographique allemande et du Deutscher Wetterdienst (Service météorologique allemand).

## Histoire
En 1867, Wilhelm von Freeden fonde la société privée Norddeutsche Seewarte à Hambourg qui a été dissoute en février 1875. Ses tâches ont été reprises le 9 janvier 1875 par l'Observatoire naval allemand (Deutsche Seewarte), propriété de l'État et fondée en 1874, sous la responsabilité du chef de la marine impériale. Le premier directeur, de 1875 à 1903, était Georg von Neumayer qui était déjà impliqué dans le Norddeutsche Seewarte. Le quartier général demeure à Hambourg mais à partir de 1881, déménage dans le bâtiment de l'Observatoire naval sur le Stintfang.
À partir de 1919, la Seewarte est subordonnée au ministère des Transports du Reich allemand. L'accession à la présidence par le vice-amiral Hugo Dominik en septembre 1926 est à l'origine de l'unification de l'aérologie et de l'océanographie ainsi qu'à l'organisation de la Seconde Année polaire internationale en 1933. Il dirigea l'Observatoire naval allemand jusqu'à sa mort en septembre 1933. Wladimir Peter Köppen fut le premier directeur de la météorologie maritime. À partir de 1934, Le service passa à nouveau sous le Haut Commandement de la Marine et Fritz Spieß en est le Président.
Au printemps 1945, le bâtiment sur le Stintfang a été détruit par les bombardements. Ses tâches sont divisées après la guerre. La partie hydrographique est confiée à l'Institut hydrographique allemand (DHI de 1945-1990) basé à Hambourg en RFA et par le service hydrographique de la RDA de 1950 à 1990. Les tâches météorologiques ont été initialement transférées au Bureau météorologique du nord-ouest de l'Allemagne (MANWD), qui a été intégré au nouveau service météorologique allemand (Deutscher Wetterdienst) le 1er janvier 1953.
Sur le site de l'ancien bâtiment du Seewarte se trouve une auberge gérée par l'Association allemande des auberges de jeunesse depuis 1953.

## Structure
Le Seewarte poursuivait principalement la promotion et la sécurité du trafic maritime. En plus du bureau central à Hambourg, il comprenait un certain nombre de succursales, d'agences principales et subsidiaires, de stations d'observation normales et postes de signalisation. Au cours de son histoire, la Deutsche Seewarte a aussi exploité plus de 1 500 stations à l'étranger dans de nombreuses régions du monde, en particulier entre 1884 et 1914, dans les colonies allemandes.
Le service était composé de quatre départements :
- la météorologie maritime qui recueillait des observations en haute mer et la redistribuait aux capitaines de navires ;
- l'instrumentation qui testait les instruments et appareils nautiques, météorologiques et magnétiques ;
- la prévision météorologique côtière, incluant les avertissements, par bulletins météorologiques télégraphiques ;
- le contrôle des chronomètres destiné à promouvoir les intérêts de l'industrie allemande des chronomètres essentielle à la marine marchande allemande.